# Michaił Fokin

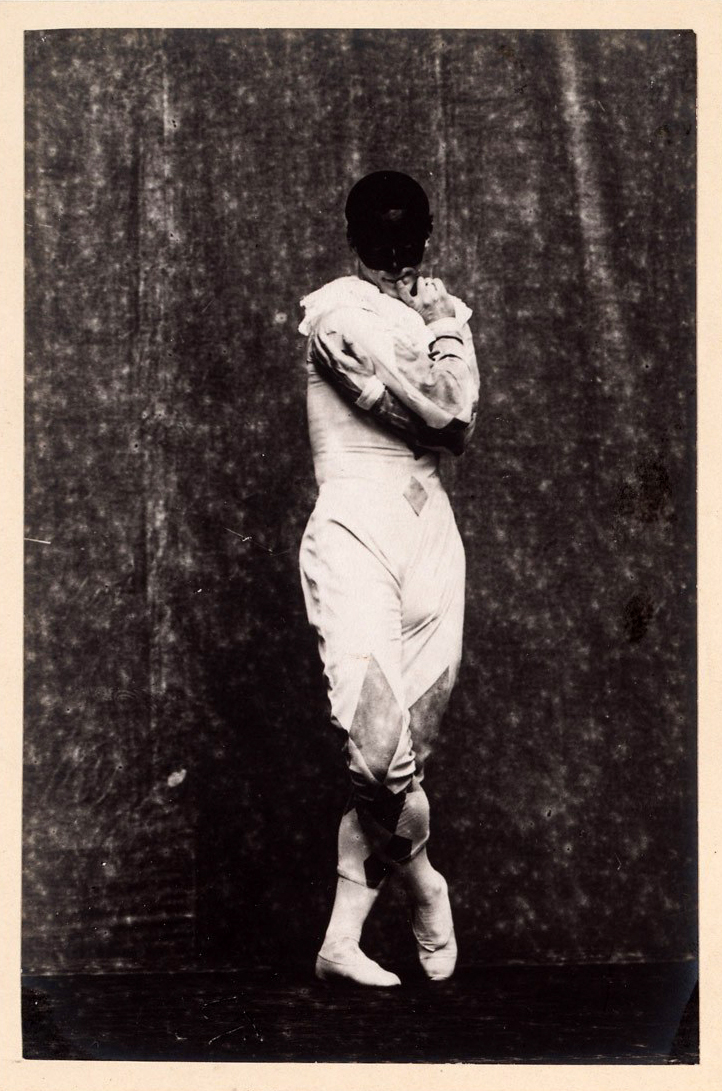
Michaił Fokin, c. 1910

Michaił Michajłowicz Fokin, ros. Михаил Михайлович Фокин (ur. 11 kwietnia?/23 kwietnia 1880 w Petersburgu, zm. 22 sierpnia 1942 w Nowym Jorku) – tancerz i choreograf rosyjski. 

## Życiorys
Uczył się tańca w Szkole Imperialnej, gdzie uzyskał dyplom w 1898 roku, i od razu został solistą w Teatrze Maryjskim. Szybko osiągnął status gwiazdy i w 1902 roku zaczął uczyć w szkole. W 1905 roku wystawił szkolny spektakl Aci i Galatea, który był jego pierwszą choreografią, a następnie stworzył Umierającego łabędzia dla Anny Pawłowej. Dla Teatru Imperialnego pierwszą jego choreografią był balet Le Pavillon d'Armide w roku 1907. Dwa lata później w 1909 przyłączył się do Diagilewa. Mimo że był jednym z największych tancerzy epoki, jako choreograf okazał się jeszcze wybitniejszym twórcą i jego indywidualność wpłynęła w sposób wyjątkowy na ewolucję baletu w następnych dziesięcioleciach. Niektórzy porównują go z J.G. Noverre'm.
Do czasów Fokina balet przybierał formę coraz bardziej schematyczną, tańce następowały jedne po drugich w określonym porządku, celem głównym całego spektaklu było ukazanie wirtuozerii primabaleriny. Obowiązkowo wszystkie tancerki tańczyły na palcach, bez względu na to, jakiego rodzaju taniec wykonywały, kostiumy były mniej więcej we wszystkich baletach podobne, a kompozytor tworzył pod dyktando choreografa. Jeśli primabalerinie jakiś fragment się nie podobał, szybko był usuwany z partytury.
Wizja Fokina odbiegała znacznie od tego schematu. Choreografia ma być twórcza, innowacyjna i odzwierciedlać jak najwierniej charakter i temat baletu. Każdy gest tancerza musi mieć sens związany z akcją, a ciało ekspresywne od czubka głowy po palce u stóp. Choreograf, kompozytor, scenograf i kostiumolog na równorzędnych prawach tworzą wspólnie spektakl.
To była prawdziwa reforma. Balet nagle ożył, został przywrócony do rangi sztuki i to najwyższych lotów. Rewolucyjne było nie tylko podejście do struktury baletu, ale i do pracy choreografa. Szczególnie jest to widoczne w balecie Pietruszka, gdzie Fokin udowadnił, że można zrezygnować z frywolnych i fantazyjnych tematów, aby wyrazić całą gamę głębokich złożonych ludzkich emocji.
Michaił Fokin opracował 5 zasad reformy baletu, które stały się podstawą współczesnej sztuki baletowej, opublikował je w 1914 roku.
1. Rozbił stronę konstrukcyjną baletu i odrzucił wprowadzone przez Petipę schematy (adagio, wariacje, pas de trois, pas de quatre stosował w dowolnym porządku).
2. Stosował figury geometryczne i proste linie grup, komponując niesymetrycznie.
3. Dążył do znalezienia nowych form ruchowych opartych na tańcu klasycznym, uważał, że człowiek może i powinien być wyrazisty od stóp do głowy.
4. Dążył do zreformowania konwencjonalnej pantomimy poprzez nadanie wyrazistości gestom pantomimicznym i przekształcenie ich w aktorskie środki wyrazu.
5. Dbał o jednolitą stylizację wszystkich elementów widowiska.

W latach 1911–1914 mieszkał we Francji. Po wybuchu wojny w 1914 roku wrócił do Rosji, ale w 1918 roku wyjechał wraz z rodziną do Szwecji. Zamieszkał w Ameryce - w Nowym Jorku, gdzie utworzył szkołę baletową. Występował razem z żoną Wierą, potem w założonym przez siebie w 1924 roku Amerykańskim Zespole Baletowym, układał choreografię również dla zespołów europejskich (współpraca z Idą Rubinstein). 
Stworzył ponad 60 baletów, z których najbardziej pamiętane są:
- Sylfidy
- Ognisty ptak
- Pietruszka
- Dafnis i Chloe
- Książę Igor
- Karnawał
- Duch róży
- Szeherezada
- Coq d'or
- L'Eprevue d'Amour.

Tancerzami i pedagogami byli także jego żona Wiera (1886–1958) i syn Vitale (Witalij) (1905–1978).